# Občina Straža
Občina Straža je ena od občin v Republiki Sloveniji. Občina je nastala 1. januarja 2007 po izločitvi iz mestne občine Novo mesto. Leži ob reki Krki in meji na naslednje občine: občina Dolenjske Toplice, občina Mirna Peč, Mestna občina Novo mesto, občina Žužemberk. Občinski praznik je 22. april, ko je bila leta 1878 v Vavti vasi ustanovljena prva osnovna šola. Območje občine spada pod župniji Vavta vas in Prečna. Po popisu prebivalstva leta 2002 je imela občina (takrat še v okviru novomeške občine) 3.661 prebivalcev, stanje leta 2015 pa izkazuje 3.810 prebivalcev. Najvišja vzpetina v občini je Straška gora z najvišjim vrhom Srobotnik z nadmorsko višino 593 m.

## Zgodovina
Arheološke najdbe (med njimi 5.000 let stara kamnita sekira) kažejo na poselitev že v starejši kameni dobi. Iz obdobja starejše železne dobe, ki je na Dolenjskem zapustilo številne najdbe, je eno redkih ostankov ravninskega naselja iz tega obdobja; ta del Straže se še danes imenuje Gradišče. Našli so preko 100 peči za taljenje železove rude in številna grobišča. Iz obdobja antike so številni žgani grobovi iz 2. in 3. stoletja, nekaj verjetnih naselbinskih ostankov ter verjetna trasa današnje pešpoti Rimska pot. Najstarejše ime, ki priča o poselitvi Slovanov, je naselbinsko ime za Sela. Samo naselje Straža se prvič omenja leta 1290. Kraj naj bi dobil ime po stražarjenju prebivalcev, ki so vinograde nad naseljem varovali pred medvedi, pticami in drugimi nepovabljenimi. Kmalu po tem je omenjen tudi dvorec Zalog (Breitenau) (Brajtenau), ki danes sicer ne stoji več.
V 19. stoletju sta se naselji Vavta vas in Straža pričeli modernizirati in industrializirati. Aurespergi so v bližini začeli izkoriščati lesena bogastva, tako je kraj leta 1894 dobil železnico in parno žago. Vinogradništvo je v letih 1900-1901 zelo prizadela trtna uš, vendar je preživelo. leta 1940 sta Straža in Vavta vas dobili električno napeljavo.

## Naselja
Občino sestavljajo naselja: Dolnje Mraševo, Drganja sela, Jurka vas, Loke, Podgora, Potok, Prapreče pri Straži, Rumanja vas, Straža, Vavta vas in Zalog. Ozemlje se nahaja na območju katastrskih občin Prečna, Gornja Straža, Jurka vas, Mali Podljuben in Gornje Polje.

## Gospodarstvo
Poleg vinogradništva in gozdarstva so bili za naselje včasih značilni tudi mlini na Krki; ohranjeni so le trije, ki pa ne obratujejo več. V občini so razviti gozdarstvo in lesna industrija, kmetijstvo, storitvene dejavnosti. V kraju so tudi skladišča državnih blagovnih rezerv.

## Infrastruktura
V občini je 80 km večinoma asfaltiranih cest. Železnica do Novega mesta služi tovornemu prometu. Na območju občine so osnovna šola, vrtec, zdravstveni dom, zobozdravstvena ambulanta, lekarna, knjižnica, pošta, banka, župnišče, več cerkva, kulturni dom, bencinska črpalka. Na območju občine deluje tudi letališče Straža/Prečna s travnato vzletno-pristajalno stezo za motorna in jadralna letala, eno večjih v Sloveniji (dolžina steze je 2.000 m).
Čez reko Krko je zgrajenih več mostov, med njimi v celoti lesen in pred leti obnovljen v Lokah, ki je vpisan v seznam kulturne dediščine. Prebivalcem, zlasti šoloobveznim otrokom pa veliko pomeni nov most za pešce in kolesarje pri osnovni šoli Vavta vas (lokacija: 45°47′4.74″N 15°4′57.74″E / 45.7846500°N 15.0827056°E).

## Turizem
V občini deluje nekaj gostišč ter turističnih kmetij. Poleg letalstva in padalstva je možno jadralno padalstvo z bližnje Straške gore. Na Krki je na voljo tudi rafting oz. veslanje po v Straži že mirni reki Krki (ali z začetkom višje ob toku po bolj razgibanem delu) ali športni ribolov. Iz naselja Straže (z avtobusne postaje) je speljanih več označenih pešpoti: Gozdarska (mimo vzletišča za jadralna padala ter kraške jame Velika prepadna), Rimska (po trasi domnevne rimske ceste) in Vinogradniška.
V občini organizirajo:
- aprila Salamijada z ocenjevanjem salam;
- julija Dan na Krki (veslanje po Krki, tekmovanja v med skupinami v Zalogu);
- septembra Straška jesen, namenjena prenosu ljudskih navad in šeg med generacijami;
- novembra Martinov pohod.

Na poti iz Vavte vasi proti Drganjim selom je Jelovškov boršt, eden najhitreje rastočih gozdov v Sloveniji, zlasti jelke. V podzemlju nekaterih kraških izvirov ob reki Krki domuje človeška ribica. V Zalogu v opuščenem glinokopu v in ob ribiku nastaja vedno bolj pester biotop. V bližini letališča stoji Marof, ohranjena pristava sicer precej porušenega gradu Luknja nad izvirom reke Temenice (tudi Prečne). Kapniško jamo Veliko prepadno je možno obiskati dvakrat letno, 1. maja in v času Straške jeseni. Vinogradniki (okoli 150 jih je organiziranih v Vinogradniškem društvu) se vedno bolj vključujejo v t. i. zidaniški turizem (najem zidanice, pogostitev, pokušina vina - zlasti cvička, ...).
V bližini so turistično znane Dolenjske toplice.

## Sakralna dediščina
V občini je pet rimokatoliških cerkva:
| Št. | Cerkev | Slika |
| --- | --- | ----- |
| 1.  | župnijska cerkev sv. Jakoba v Vavti vasi (lokacija: 45°46′49.19″N 15°4′40.51″E / 45.7803306°N 15.0779194°E) Sezidana v obliki križa konec 18. in v začetku 19. stoletja, verjetno na mestu predhodne cerve vsaj iz 1462. Križev pot iz 1862 italijanskega mojstra Davida Bertolda. Poslikave oltarjev in kapel največ Franz Kurz Thurno Goldenstein Salisburgensis (1807-1878). |       |
| 2.  | podružnična cerkev sv. Tomaža v Straži (nekdanji Gornji Straži) (lokacija: 45°47′10.82″N 15°4′28.27″E / 45.7863389°N 15.0745194°E) Skromna zunanjost skriva ostanke romanske cerkve, ki so se pokazali ob prenovi 1987 (polkrožna romanska apsida, zahodna vogala cerkvene ladje, zunanja slavoločna stena). Na nagrobni plošči pred oltarjem letnica 1681. Zlati oltarji iz 17. in 18. stoletja. Deli starih poslikav, ki izpričujejo starost izvorne cerkve.                                                                            |       |
| 3.  | podružnična cerkev Marije Tolažnice žalostnih v Drganjih selih (lokacija: 45°44′51.64″N 15°5′28.48″E / 45.7476778°N 15.0912444°E) Prenovljena 2009, iz prve polovice 18. stoletja. |       |
| 4.  | Župnija Prečna ima na območju občine Straža dve podružnični cerkvi: Cerkev Vnebovzetja Matere božje v Straži (nekdanji Dolenji Straži) (lokacija: 45°47′55.93″N 15°5′10.48″E / 45.7988694°N 15.0862444°E) Dograjena 1690, zvonik 1720. Poslikana po naročilu rodbine Brenner iz gradu Luknja. Kupola ladje poslikana v 1. polovici 18. stoletja s kakovostno iluzionistično figuralno poslikavo (Janez Jurij Remp). Baročna oltarna oprema s preloma 17. in 18. stoletja. Kot spomenik baročne umetnosti ima status kulturnega spomenika. |       |
| 5.  | Cerkev sv. Martina v Zalogu (lokacija: 45°47′38.31″N 15°7′17.44″E / 45.7939750°N 15.1215111°E) Pisna omemba iz 1581, čas izgradnje neznan. Oltar iz prve polovice 17. stoletja. Zanimiva kipa sv. Jurija in sv. Ane Samotretje. |       |